# Courgeon
Courgeon település Franciaországban, Orne megyében. Lakosainak száma 351 fő (2022. január 1.). Courgeon La Chapelle-Montligeon, Comblot, Corbon, Loisail, Mauves-sur-Huisne, Réveillon és Saint-Mard-de-Réno községekkel határos.

## Népesség
A település népességének változása:
| Lakosok száma | 377  | 373  | 382  | 372  | 369  | 366  | 361  | 356  | 351  |
|               | 2013 | 2015 | 2016 | 2017 | 2018 | 2019 | 2020 | 2021 | 2022 |